# 遊客全日通
遊客全日通是香港港鐵的一款旅遊車票，於2008年9月28日因應港鐵測試統一票務系統，九龍塘站、美孚站及南昌站之轉線閘機將陸續拆除而推出，取代原有的「市區全日通」和「新界全日通」。另外，於2009年5月1日推出專為3-11歲訪港小童而設的小童遊客全日通。
智能車票版本的「遊客全日通」已於2014年1月3日在部分車站發售，並於同年3月11日在全綫車站發售；「成人遊客全日通」網上購票亦已於2014年1月3日起發售智能車票版本。

## 設計
「遊客全日通」的前身為「市區全日通」，車票分為「成人遊客全日通」及「小童遊客全日通」，車票設計分別以白色／黃色及青綠色為主色，車票中間印有金紫荊廣場、天壇大佛、尖沙咀鐘樓和凌霄閣，以及港鐵十條路綫的代表色。
「遊客全日通」磁帶車票（已停售）設計以藍色為主色，並以一列都城嘉慕列車及維多利亞港夜景作背景，車票設計基本與原有的「市區全日通」相若，但改以一列都城嘉慕列車及SP1900列車作主體。

## 用途
「遊客全日通」可供所有遊客於發票當日起1個月內，首次使用起24小時內無限次乘搭港島綫、南港島綫、荃灣綫、觀塘綫、將軍澳綫、東涌綫、迪士尼綫、東鐵綫普通等、屯馬綫、輕鐵及港鐵巴士（新界西北）。車票只限非香港居民及能出示有效旅遊證件證明的乘客使用，購買及或領取車票時遊客亦須能證明其來港不多於14天。
另外，3至11歲小童遊客亦可選擇購買「小童遊客全日通」，用途與「成人遊客全日通」相同，唯「小童遊客全日通」在任何情況下均不能於馬場站使用。

## 售價
「成人遊客全日通」售價為HK$75，而「小童遊客全日通」售價為HK$35，可於上述綫路和機場快綫車站之客務中心購買。「成人遊客全日通」亦接受網上購票，而「小童遊客全日通」不接受網上購票。

## 過往多年的名稱、使用範圍及售價
| 日期           | 日期           | 車票名稱                      | 車票使用範圍                                       | 車票使用範圍         | 車票使用範圍 | 車票使用範圍 | 車票使用範圍         | 售價  | 售價   |
| 開始           | 結束           | 車票名稱                      | 港島綫、荃灣綫、觀塘綫、將軍澳綫、東涌綫及迪士尼綫 | 東鐵綫普通等及屯馬綫 | 南港島綫     | 輕鐵         | 港鐵巴士（新界西北） | 成人  | 小童   |
| -------------- | -------------- | ----------------------------- | -------------------------------------------------- | -------------------- | ------------ | ------------ | -------------------- | ----- | ------ |
| 2002年5月1日   | 2007年12月1日  | 遊客地鐵一天乘車證            | 是                                                 | 否                   | 否           | 否           | 否                   | HK$50 | 不適用 |
| 2007年12月2日  | 2008年9月27日  | 市區全日通                    | 是                                                 | 否                   | 否           | 否           | 否                   | HK$50 | 不適用 |
| 2008年9月28日  | 2009年4月30日  | 遊客全日通                    | 是                                                 | 是                   | 否           | 否           | 否                   | HK$55 | 不適用 |
| 2009年5月1日   | 2009年9月30日  | 成人遊客全日通 小童遊客全日通 | 是                                                 | 是                   | 否           | 否           | 否                   | HK$55 | HK$25  |
| 2009年10月1日  | 2016年1月30日  | 成人遊客全日通 小童遊客全日通 | 是                                                 | 是                   | 否           | 是           | 否                   | HK$55 | HK$25  |
| 2016年1月31日  | 2016年12月27日 | 成人遊客全日通 小童遊客全日通 | 是                                                 | 是                   | 否           | 是           | 否                   | HK$65 | HK$30  |
| 2016年12月28日 | 2019年1月1日   | 成人遊客全日通 小童遊客全日通 | 是                                                 | 是                   | 是           | 是           | 否                   | HK$65 | HK$30  |
| 2019年1月2日   | 2024年8月25日  | 成人遊客全日通 小童遊客全日通 | 是                                                 | 是                   | 是           | 是           | 是                   | HK$65 | HK$30  |
| 2024年8月26日  | 另行通知       | 成人遊客全日通 小童遊客全日通 | 是                                                 | 是                   | 是           | 是           | 是                   | HK$75 | HK$35  |

## 注意事項
- 車票只限遊客使用，港鐵職員在售票時會按規定檢查旅遊證件，而且在使用時如被港鐵職員發現以上使用資格問題，乘客會被視作無票乘車，並須繳交附加費HK$1,000（輕鐵為HK$370），而港鐵職員亦會將該車票沒收。
- 乘客不可以憑本項車票繳付頭等額外費去享用東鐵綫頭等服務，使用本車票乘客如乘搭東鐵綫頭等，必須於大圍、九龍塘、紅磡或金鐘站出閘，再購買成人頭等車票，繳付全程成人單程票頭等額外車費，否則將被視作無購票論，並須繳交附加費HK$1,000。
- 如果遊客未能在150分鐘內完成港鐵車程（輕鐵除外），會被收取相等於當時港鐵最高車費作為港鐵附加費。
- 乘客憑本項車票乘搭輕鐵或港鐵巴士（新界西北）時，車票須先有港鐵車程紀錄（機場快綫除外）；使用本項車票乘搭輕鐵時，必須於入站時將有效「遊客全日通」車票輕觸於登車站的「入站收費器」，及於下車後將車票輕觸於下車站的「出站收費器」確認出站，否則會被視作無票乘車，並須繳付附加費HK$370；而乘搭港鐵巴士（新界西北）時，則於上車時必須將有效的「車票」輕觸八達通收費器。
- 車票不適用於乘搭港鐵接駁巴士，亦不可享有以上的相關轉乘優惠，乘客乘搭港鐵接駁巴士的車程，須繳付該車程的正價車費。
- 車票並不能於羅湖站／落馬洲站出閘或入閘，如遊客於羅湖站／落馬洲站出閘將視作違反此車票之條款及條件，須繳付由入閘車站及至羅湖站／落馬洲站的單程票全程正價車費，但車票可退還予遊客於有效期內作下次有效乘車使用；因此遊客若須前往羅湖站／落馬洲站，建議先於粉嶺站或上水站出閘，然後改用其他有效車票（如：八達通）繳付餘下車程的正價車費。
- 因應香港賽馬會的規定，未滿18歲的人士在所有賽馬日不可進入馬場（非賽馬日的特別活動除外）。因此供3歲至11歲小童遊客使用的「小童遊客全日通」在任何情況下均不能於馬場站使用。
- 乘客可於任何港鐵客務中心、自助客務機、售票增值機（設於堅尼地城站、香港大學站、西營盤站、海洋公園站、黃竹坑站、利東站、海怡半島站、黃埔站、何文田站、九龍塘站、旺角站、土瓜灣站、宋皇臺站、啟德站及顯徑站）或八達通查閱機，查閱遊客全日通之有效期及時間。

## 歷史
- 2002年5月1日，地鐵推出「遊客地鐵一天乘車證」（英文：Tourist MTR 1-Day Pass）作試驗性質推廣，售價為HK$50，可供乘客於發票當日起至2003年3月31日期間任何一天（由首程入閘起計至當天晚上尾班車開出為止）無限次乘搭地鐵市區綫，推出時已定明只售予遊客。
- 2003年4月1日，因「遊客地鐵一天乘車證」反應理想，開始改作長期發售，同時改為發票當日起30天內的任何一天（由首程入閘起計至當天晚上尾班車開出為止）無限次乘搭地鐵市區綫。
- 2005年「遊客地鐵一天乘車證」更改為由首程入閘起計24小時內有效。
- 2006年4月24日，九廣鐵路推出「香港全接通乘車套票」，當中包含「遊客地鐵一天乘車證」換領券一張，惟「遊客地鐵一天乘車證」仍只售予遊客及只限遊客使用。
- 2007年12月2日，為配合兩鐵合併，由當日起購買的「遊客地鐵一天乘車證」更名為「市區全日通」（英文：Urban Day Pass），售價、發售地點及使用範圍等維持不變。
- 2008年9月28日，因應港鐵測試統一票務系統，九龍塘站、美孚站及南昌站之轉線閘機陸續被拆除，「市區全日通」被更名為「遊客全日通」（英文：Tourist Day Pass），而其使用範圍亦擴展至東鐵綫普通等[3]、馬鞍山綫（於2020年2月14日起改稱屯馬綫一期）和西鐵綫，以及售價由HK$50調整至HK$55。然而，於同日停用的「新界全日通」原本可於發票當日無限次乘搭輕鐵、港鐵巴士（新界西北）及港鐵接駁巴士的安排則並無包括在內。
- 2009年5月1日，港鐵開始推出「小童遊客全日通」（英文：Child Tourist Day Pass），專為3至11歲的小童遊客而設，售價為HK$25，以淺紫色為主色。
- 2009年10月1日，「遊客全日通」及「小童遊客全日通」的使用範圍亦擴展至輕鐵，車票須先有港鐵車程紀錄（機場快綫除外）方可乘搭輕鐵，而客運助理在查票時同時會將車票以「掃磁帶」形式查驗車票。
- 2012年7月1日，為紀念香港海洋公園35周年紀念，「遊客全日通」及「小童遊客全日通」均推出香港海洋公園特别版，其中「遊客全日通」以吉祥物「威威獅令」加上一列港鐵SP1900列車為主題，而「小童遊客全日通」則以吉祥物「樂天豚長」和「企鵝小德」加上一列港鐵都城嘉慕電動列車為主題，並附送海洋公園的相關優惠，售價、發售地點及使用範圍等與一般版相同，銷售期至同年9月30日為止。
- 2012年12月2日，為慶祝兩鐵合併五周年紀念，港鐵推出「遊客全日通紀念票套裝」（英文：Tourist Day Pass Souvenir Pack），售價為HK$68，以港鐵友禮會紀念票系列的「港鐵好風景」紀念車票─中環站（石板街）為主題(車站名改為香港站)，只於指定車站發售並限量推出。[6]。
- 2013年5月17日，為慶祝香港迪士尼樂園「迷離莊園」開幕，港鐵推出「遊客全日通」香港迪士尼樂園特別版，車票以米奇老鼠為主題，並附送香港迪士尼樂園的相關優惠，售價、發售地點及使用範圍等與一般版相同，銷售期至同年10月10日為止。[7]
- 2013年8月28日，港鐵宣佈，於2013年10月起，逐個車站改以智能車票代替相關技術已過時的磁帶車票[8]，而該智能車票亦適用於遊客全日通，並更改其車票設計及名稱。當車票改用智能車票後，成人的「遊客全日通」將改名為「成人遊客全日通」（由於模版印刷錯誤，車票正名應為「成人遊客全日通」而非模版上的「成人旅客全日通」），設計則改用白色和黃色為主，車票中間印有金紫荊廣場、天壇大佛、尖沙咀鐘樓和凌霄閣，以及港鐵十條路綫的代表色。智能車票已於2014年1月3日陸續推出。[9]當港鐵巴士車上的八達通收費器可以使用智能車票後，本票的使用範圍亦會擴展至港鐵巴士，而乘搭輕鐵時，同樣須要先有港鐵/港鐵巴士車程紀錄，而輕鐵車程同樣須在該車票有效期前結束。乘搭港鐵重鐵網絡時，使用方式為「拍票入閘．插票出閘」（出閘時請取回車票）（當車票使用「拍票出閘」的形式使用，插票口的提示燈會閃爍，提示乘客須以「插票出閘」的形式使用）。而車票的有效期可於各港鐵車站（機場快線除外）的「八達通查閱機」查閱。
- 2014年1月3日，智能車票版本的「遊客全日通」及「小童遊客全日通」已於2014年1月3日起在42個已發售智能單程車票的車站及港鐵官方網站發售，其後於改為發售智能單程車票的車站當日，「遊客全日通」亦同時發售智能車票版本。
- 2014年3月11日，由當日起購買的「遊客全日通」及「小童遊客全日通」只發售智能車票版本，而磁帶車票版本的「遊客全日通」亦於同日起停售。
- 2014年3月19日，為配合港鐵全綫車站發售智能車票，由當日起仍然持有有效的磁帶車票版本的「遊客全日通」，可於有效期內到港鐵客務中心更換為智能車票版本，而有效期與磁帶車票版本相同。
- 2016年1月31日，由當日起購買的「遊客全日通」及「小童遊客全日通」調整售價，售價分別由HK$55(成人)／$25(小童)調整至HK$65(成人)／$30(小童)。
- 2019年1月2日，「遊客全日通」及「小童遊客全日通」的使用範圍亦擴展至港鐵巴士（新界西北），乘搭港鐵巴士（新界西北）時，必須於上車時將有效車票輕觸八達通收費器。
- 2021年8月1日，由當日起使用「遊客全日通」及「小童遊客全日通」乘搭輕鐵時，必須於入站時將有效「遊客全日通」車票輕觸於登車站的「入站收費器」，及於下車後將車票輕觸於下車站的「出站收費器」確認出站。
- 2024年8月26日，由當日起購買的「遊客全日通」及「小童遊客全日通」調整售價，售價分別由HK$65(成人)／$30(小童)調整至HK$75(成人)／$35(小童)。

## 軼事
亞視《百萬富翁》曾問此車票售價為多少。

## 外部連結
- 「港鐵統一單程車票測試九月二十八日開始 乘客提早受惠」新聞稿 （页面存档备份，存于）
- 「港鐵提升旅遊產品 迎接訪港旅客」新聞稿 （页面存档备份，存于）
- 香港鐵路大典上的相关条目：成人遊客全日通
- 香港鐵路大典上的相关条目：小童遊客全日通